# Janus
Janus (Ianus) byl v římské mytologii bůh vrat, dveří, vchodů, začátků a konců. Nejznámějším pozůstatkem je v moderní kultuře jmenovec, měsíc leden (Januar). Ačkoliv byl Janus obvykle zobrazován se dvěma opačnými tvářemi (Janus Geminus – dvojčata nebo Bifrons – Dvoutvářný), byl vlastně Quadrifrons, tedy bůh čtyř tváří (quadrifrons je latinské slovo značící v překladu čtyři čela, čtyři tváře). Janusovy dvě tváře (vousatá a bezvousá) představují slunce a měsíc.
Janus byl často symbolem změny a přeměny, jako například přeměna minulosti v budoucnost, přechod z jednoho stavu do druhého, přeměna dětství v dospělost. Byl uctíván jako bůh času setí, začátku sklizně, bůh svateb, narození nebo jiných začátků. Byl představitelem božstva, které bylo uctíváno jako středové božstvo v době přechodu od barbarství k civilizované kultuře, přechodu od vesnic do měst nebo přechodu z mládí do dospělosti.
Janus pocházel z Thessálie v Řecku. Měl mnoho dětí včetně Tiberina. Janus a jeho pozdější žena Juturna byli rodiče Fonta. Další jeho ženou byla Jana.
Janus je jedním z mnoha románských bohů, který nemá jednoznačný protějšek v řecké mytologii, ale v řecké mytologii jej nacházíme jako složeninu několika bohů (např. Hermathena, Hermares, Hermaphroditus, Hermanubis).
Legenda vypráví, že když v době Romula a Rema došlo k únosu Sabinek, ozbrojení Sabinové dobývali Řím, aby své dcery dostali zpět. Brány Janova chrámu se na pokyn Junony otevíraly, Janus však nechal vyvřít sirný pramen, který dobyvatele zahnal. Na jeho počest byly dveře jeho chrámů otevřeny v době války a naopak zavřeny v době míru.
V období po době románské je chápán jako ohlašovatel Nového (zlatého) věku, ve kterém dochází k rozmachu zemědělství, zákonodárství, bankovnictví atd., přičemž Janus již není uctíván.